# Alexander Stöckl
Alexander „Alex“ Stöckl (* 11. Dezember 1973 in St. Johann in Tirol) ist ein ehemaliger österreichischer Skispringer und war von 2011 bis 2024 Cheftrainer der norwegischen Skisprung-Nationalmannschaft.

## Werdegang

### Als Skispringer
Stöckl debütierte am 17. Februar 1991 im Skisprung-Europacup. Nachdem er in der Saison 1992/93 mit 22 Punkten den 39. Platz in der Gesamtwertung erreichte, wurde er am 6. Jänner 1993 erstmals für das Springen im Rahmen des Skisprung-Weltcups in Bischofshofen nominiert. Von der Großschanze erreichte er den 37. Platz. Am 30. Jänner 1993 konnte er am Kulm beim Skifliegen mit dem 15. Platz seinen ersten und einzigen Weltcup-Punkt gewinnen. Mit diesem einen Punkt beendete er die Weltcup-Saison 1992/93 auf dem 59. Platz der Weltcup-Gesamtwertung. In der Skiflug-Wertung belegte er den 18. Platz. Nach zwei weiteren erfolglosen Jahren im Continental Cup beendete Stöckl 1995 seine aktive Skisprungkarriere.

### Als Skisprungtrainer
Von 1996 bis 1999 war Stöckl Assistenztrainer der österreichischen Skisprung-Nationalmannschaft, zunächst für ein Jahr an der Seite von Andreas Felder, danach von 1997 bis 1999 unter Mika Kojonkoski. Nach seinem Studium der Sportwissenschaften wurde er 2007 Cheftrainer der österreichischen Junioren-Nationalmannschaft. Zeitgleich war er langjährig am Schigymnasium Stams tätig.
Im März 2011 wurde Stöckl als Nachfolger von Mika Kojonkoski, der seinen Vertrag nicht verlängert hatte, zum Trainer der norwegischen Skisprung-Nationalmannschaft berufen. Kojonkoski hatte dem norwegischen Verband die Verpflichtung von Stöckl nahegelegt.
Die Verbandsentscheidung wurde vom norwegischen Topspringer Anders Bardal kritisiert, der sich für den bisherigen Co-Trainer Geir Ole Berdahl ausgesprochen hatte. Zwischenzeitlich hatte Bardal gar an das Karriereende gedacht. Stöckl gelang es jedoch trotz dieser Kritik in seiner ersten Saison Bardal als ersten Norweger seit Espen Bredesen (1993/94) zum Weltcup-Gesamtsieger zu formen und die norwegische Mannschaft in der Nationenwertung auf den zweiten Platz zu führen. Aufgrund dieser Erfolge verlängerte der norwegische Skiverband den Vertrag mit Stöckl vorzeitig bis zur Weltmeisterschaft 2015, die im schwedischen Falun stattgefunden hat.
Für den offiziellen Song der Skiflug-Weltmeisterschaft 2012 in Vikersund „Flying into the future“ (Komponist: Jörn Atle Stöa) schrieb Stöckl den Text. Gemeinsam mit seinem Vater Paul Stöckl, einem Ingenieur, ersann er 2012 eine spezielle Weiterentwicklung des Skisprungschuhs, der diesen durch eine Art Manschette steifer machen soll. Diese Änderung soll mehr Druck auf den Ski beim Absprung am Schanzentisch ermöglichen. Diese Weiterentwicklung, die beim Weltcupspringen im schweizerischen Engelberg erstmals von Anders Jacobsen und Tom Hilde im Wettkampfbetrieb genutzt wurde und bei der Vierschanzentournee 2012/13 durch Jacobsens Tagessiege in Oberstdorf und Garmisch-Partenkirchen Aufsehen erregte, wurde von der Presse „Stöckl-Schuh“ getauft.
Anfang September 2017 verlängerte Stöckl seinen Vertrag vorzeitig um vier weitere Jahre bis zu den Olympischen Winterspielen 2022 in Peking. Dem folgte eine weitere Verlängerung bis 2026. Anfang 2024 wurde jedoch ein Brief mehrerer Springer veröffentlicht, in dem sie sich über Stöckl beschwerten. Er reiste danach nicht mehr zu den Wettkämpfen und einigte sich im Mai 2024 mit dem Skiverband auf die Beendigung seines Arbeitsverhältnisses. Er wurde nach seiner Vertragsauflösung Sportdirektor der polnischen Skispringer. Ende 2024 verkündete Stöckl zudem, nie wieder als Trainer arbeiten zu wollen. Bereits im Februar 2025 trat er von seinem Posten in Polen zurück.

## Positionen
Das norwegische Team unter Stöckl fühlte sich dem Klimaschutz verpflichtet. Stöckl zeigt sich besorgt über die Zukunft des Skisports angesichts der globalen Erwärmung; so sagte er im Dezember 2019:
„Damit müssen wir leben, denn es wird nicht mehr besser, nur noch schlechter. In 20 Jahren haben wir ziemlich sicher gar keinen Schnee mehr. Man glaubt immer noch: Nächstes Jahr wird sicher wieder ein besserer Winter, aber nein, wird es nicht.“

## Statistik

### Weltcup-Platzierungen
| Saison  | Platz | Punkte |
| ------- | ----- | ------ |
| 1992/93 | 59.   | 1      |

## Auszeichnungen
Im Oktober 2023 wurde Stöckl in der österreichischen Botschaft in Oslo das Ehrenzeichen für Verdienste um die Republik Österreich für Verdienste um die Repräsentation seines Landes im Ausland verliehen.